# 江子翠分屍案
江子翠分屍案是台灣1起殺人分屍案，與鍾正芳命案以及五股箱屍案並列60年代3大命案，命案發生在1977年9月，命案發生地點為臺北市中正區濟南路，棄屍地點為大漢溪下游新海橋附近（新店溪福和橋下亦是棄屍地點），當時為江翠里轄區，故冠上地名。

## 經過
在1977年9月9日，砂石場工人陳永義在台北縣板橋江翠里（今新海里）的大漢溪發現裝有屍塊塑膠袋。在法醫楊日松以拼湊的方式比對，確定為同1個人。警方之後利用報紙、電視、廣播媒體傳播，同時印發傳單250萬份。
在43天之後，警方調查失蹤女子相片之後，確定死者為9月6日失蹤女會計張明鳳（24歲）。因此警方調查租屋住處，發現了林憲坤紅色紙條。
1978年1月28日，警方搜索林憲坤住處之後發現，張明鳳的履歷資料，確認林憲坤為嫌犯，其在臺北市濟南路住家將張女性侵殺害，並且分屍，再棄屍於大漢溪。29日警方宣布破案，而嫌犯林憲坤早於屍體發現當日就因另案對姚姓少女進行非禮，遭大安分局逮捕羈押。
在1978年5月17日，最高法院判處林憲坤死刑定讞，過了8天之後，這名嫌犯在凌晨台北看守所刑場執行槍決伏法。

### 後續影響
命案兇手林憲坤的住處至今依然被視為兇宅。